# Circo sociale
Il termine circo sociale  si riferisce a una metodologia che utilizza le arti circensi come mezzo per la diffusione della giustizia e il benessere sociale. Si utilizzano strumenti pedagogici alternativi per lavorare con i giovani socialmente emarginati o a rischio.

## Scopi
Attraverso un approccio dinamico basato sull'arte-educazione, il Circo Sociale mira a potenziare le opportunità di insegnare competenze preziose ai giovani emarginati.
Il Circo Sociale "riconosce e valorizza il ruolo dell'arte e della cultura come agenti potenti nella formazione dei giovani a rischio, producendo conoscenza, e promuovendo lo scambio di idee e di esperienze, di impatto (brasiliano), la società e le organizzazioni pubbliche responsabili dell'istruzione dei giovani."
Con una formazione rigorosa, il dialogo, l'espressione interpersonale e la realizzazione di obiettivi attraverso l'impegno, il circo sociale, ha la capacità di cambiare la vita di giovani a rischio. L'autonomia, la solidarietà, l'autostima, il benessere fisico, la comunicazione, e la capacità di adattamento sono alcune delle abilità apprese e praticate.
Sebbene una carriera nel circo possa essere un possibile futuro per i giovani che partecipano al circo sociale, tuttavia, non è questo lo scopo principale.  Piuttosto, l'obiettivo del Circo sociale  è quello di sviluppare e incrementare nei giovani la consapevolezza di sé, l'autonomia, la cooperazione, l'autodisciplina e molti altri valori attraverso pedagogia alternativa al fine di trasformare le prospettive e le capacità dei giovani a rischio.

## Metodologia
Il Circo Sociale deve molto del suo successo alle sue radici nel campo dell'educazione artistica. 
L'espressione artistica permette il riconoscimento delle emozioni e la loro articolazione perché l'arte è un linguaggio diverso di per sé. L'arte crea la base per una migliore comprensione di nuove esperienze, spesso non raggiungibile attraverso un semplice passaggio di concetti verbali che non sono legati alle emozioni della persona. Con una base nel campo delle arti circensi, il circo sociale, ha la capacità di realizzare una trasformazione personale nell'artista e nello spettatore.
Un'altra caratteristica del circo sociale è la sua universalità e accessibilità. Ogni persona, in base alla propria capacità, è in grado di realizzare le proprie potenzialità attraverso la vasta gamma di attività che offre il circo: si può partecipare a: giocoleria, trapezio, acrobatica, contorsionismo, clown, magia, acro-balance, ecc. Così, chi non ha la flessibilità necessaria per essere un contorsionista può provare il bilanciamento, chi non ha la capacità di fare il trapezio, può essere un clown, chi non è interessato all'attività fisica ha l'opportunità di lavorare con il set, l'illuminazione, o i costumi. Inoltre, il circo sociale non ha barriere di ingresso: non c'è bisogno di sapere leggere e scrivere per partecipare. Spesso, i giovani hanno già sviluppato competenze di danza, canto, percussioni e altre attività che, in genere per loro non sono state valorizzate e che assumono importanza nel circo sociale. Tali caratteristiche inclusive determinano il successo del circo sociale, successo che attira i giovani provenienti da ogni settore, garantendone la partecipazione e l'accesso.
Le richieste e le necessità delle arti circensi danno luogo a una trasformazione personale nel giovane. L'autodisciplina è un requisito assoluto e con le pratica costante, le difficoltà quotidiane, e i rischi fisici che caratterizzano il circo sociale, i giovani imparano a superare queste sfide con i propri sforzi, e così facendo scoprono di essere persone abili e di valore.
Il circo sociale consente ai giovani a rischio di realizzare le proprie potenzialità attraverso le sfide che il circo porta in sé, facendoli sentire realizzati. Dopo aver scoperto di essere persone capaci e intelligenti, cominciano ad amantellare le credenze personali che inizialmente pensavano fossero vere.
Per esempio, i giovani brasiliani rivalutano la credenza comune che tutti coloro che vivono nella favela sono stupidi, che ogni bambino di strada non ha uno scopo o un futuro, ecc. Queste credenze finiscono per diventare una barriera per l'auto-sviluppo dei giovani e le attività circensi fanno rompere tali paradigmi.
La struttura e le caratteristiche del circo permettono ai giovani di discutere e impegnarsi in un libero pensiero, spesso con il pretesto delle tecniche del circo, si discute di rapporti sociali, tabù generali e argomenti rilevanti come la sessualità, i generi sessuali, l'inclusione, il pregiudizio e la discriminazione. Tali discussioni permettono di espandere la prospettiva giovanile, aumentando la loro fiducia, la tolleranza e la conoscenza.

## Il cerchio
La "Roda", o il 'Cerchio di condivisione', è parte integrante del circo sociale. A una data ora gli studenti e gli operatori del circo sociale, si riuniscono per una discussione sullo status, i successi e problemi del circo. Il rituale di condivisione in cerchio crea un momento di complicità in cui tutti sono in armonia e sia individualmente sia insieme pensano, anche se in modo diverso, alle soluzioni, ai percorsi e alle opzioni per risolvere le questioni quotidiane e le sfide.
Questo momento di riflessione per i giovani rappresenta il diritto di tutti di parlare, di non essere d'accordo, di esprimere opinioni e di dare un contributo. 
Il Cerchio di condivisione è essenziale per il 'metodo pedagogico del circo sociale', in quanto contribuisce allo sviluppo di una educazione liberale, critica e democratica.
Partecipando al Cerchio, i giovani sviluppano una coscienza che nasce attraverso l'ascolto di altre opinioni e pensieri e attraverso l'espressione dei loro. Riflessione, dialogo e comunicazione sono elementi che permettono ai giovani di tener conto del loro posto nel mondo, di decisioni, di errori e domande. Tale analisi personale ha ripercussioni dirette sullo sviluppo della realtà dei giovane e anche sulla loro percezione della realtà. Essi imparano a coesistere in modo pacifico, costruttivo, e rispettoso e in tal modo a realizzare tale comportamento anche nella loro vita quotidiana.
Il Cerchio di condivisione offre ai giovani l'opportunità di verbalizzare i loro pensieri e le loro idee, di sentire altri pareri sul loro conto e di vedere le loro opinioni talvolta integrate nel circo sociale. Questo processo valorizza il giovane, che a sua volta percepisce l'importanza della sua conoscenza, così ne deriva una trasformazione: una volta vedeva se stesso come incapace e inadeguato, ora, attraverso il cerchio di condivisione, diventa fiducioso e consapevole con una maggiore autostima e consapevolezza di sé.

## Programmi internazionali
Ci sono vari programmi di circo sociale in tutto il mondo, tra questi, ma non solo: in Sud Africa, Australia, Belgio, Burkina Faso, Canada, Camerun, Cile, Colombia, Brasile, Italia e Stati Uniti.
Il Cirque du Monde è un ramo del Cirque du Soleil che lavora per ampliare e sostenere programmi di circo sociale in diciotto diversi paesi e in più di quaranta comunità di tutto il mondo. Il Cirque du Soleil dona 1% delle sue vendite a favore dei progetti del Cirque du Monde. Il Cirque du Monde tiene seminari di circo per i giovani a rischio, in stretta collaborazione con le organizzazioni di comunità che lavorano con questi giovani. Il Cirque du Monde offre anche programmi intensivi e di reti di formazione volte a rafforzare la capacità di insegnamento dei docenti di circo che desiderano praticare la loro arte in un contesto sociale. Il programma offre un punto d'incontro tra artisti circensi che cercano un modo di dirigere il loro talento verso un obiettivo sociale e gli operatori sociali che desiderano integrare le arti circensi nel loro lavoro con i giovani.
Alcuni programmi sociali del circo sociale sono i seguenti:
- Escuela Nacional Circo Para Todos a Cali, in Colombia, la prima scuola di circo professionale al mondo dedicata specificatamente ai bambini di strada che propone una via alternativa allo sviluppo sociale e professionale per i giovani vulnerabili attraverso l'insegnamento delle arti circensi.
- Afghan Mobile Mini Children's Circus, un progetto di protezione per bambini in Afghanistan;
- Il Circo Debub Nigat in Etiopia, istituito nel 2003, concentrato su HIV / AIDS e le mutilazioni genitali femminili prevenzione, alcol e droga Abus, rimpatrio dei rifugiati;
- CircEsteem a Chicago, Stati Uniti, che mira a unire giovani di diversa estrazione razziale, culturale, economica e ad aiutarli a sviluppare l'autostima e il rispetto reciproco attraverso la pratica delle arti circensi.
- Il progetto Barefoot Angels, El Salvador, che aiuta a mantenere i bambini di strada di bande attraverso gruppi collettivi di magia per bambini;
- Il Leapin Lurp Lurps in Australia, Flipside Circus, e Far West Performance Youth Project, che offrono tre progetti per i giovani indigeni in Australia, e Circosis Circus che offrono programmi di sensibilizzazione sociale di circo per le comunità indigene in Australia centrale;
- La Nigeria Street Kids Project;
- Il Zany Umbrella Circus a Pittsburgh, PA, USA, che ha offerto sollievo attraverso il circo per i sopravvissuti dell'uragano Katrina a New Orleans.
- Il Zip Zap Circus School a Città del Capo, Sud Africa, una scuola di circo sociale che riunisce i bambini da tutti i diversi percorsi di vita, che lavora con i giovani a rischio, i bambini con HIV / AIDS e ogni bambino che vuole imparare il circo.

L'attività del Cirque du Monde è sostenuta anche da altre organizzazioni e istituzioni, come Jeunesse du Monde, partner fin dalla creazione del programma, la Canadian International Development Agency, i membri della famiglia Oxfam International, Pueblito, e un certo numero di organizzazioni di comunità, governi, università e aziende private.

## Programmi in Brasile
Programmi di Circo sociale in Brasile sono organizzati nell'ambito del 'Circo Rede do Mundo Brasil', che supporta 22 diversi progetti in tutto il Brasile [3]. Il Circo Rede do Mundo Brasil è supportato da organizzazioni che vendono biglietti per Cirque du Soleil e giranoi profitti al Circo Rede. Queste organizzazioni lavorano in partnership con organizzazioni locali e con le ONG per offrire: educazione, sviluppo morale e sociale, aiuti umanitari, e varie opportunità.
Il Circo Rede do Mundo Brasil è un gruppo di organizzazioni che credono che l'arte-istruzione è parte integrante dello sviluppo sociale ed è un efficace processo di sviluppo globale dei bambini svantaggiati e dei giovani. Si ritiene che i linguaggi artistici e culturali delle arti circensi siano strumenti potenti e dinamici per l'apprendimento, l'integrazione, l'espressione e la promozione della cittadinanza e della trasformazione sociale. Inoltre, il Circo Rede do Mundo Brasil è inserito in altre sedi nazionali e internazionali, garantendo la rete e la capacità di influenzare le politiche pubbliche in materia di diritti umani, di diritti economici, sociali e culturali, e in particolare le politiche pubbliche per bambini e giovani da parte della popolazione generale. Alcune di queste organizzazioni sono: la Cámara de Setorial Circo fare Ministériio da Cultura (settoriale Camera di Circo del Ministero della Cultura), e il Encontro Internacional de Formação de em Formadores Circo sociale (Meeting Internazionale di formazione degli educatori in Social Circus.
Alcuni programmi includono: Se Essa Rua Fosse Mina, il Projeto Final Feliz, Levantando uno Lona, il Programa sociale Crescer e Viver, e il Circo Baixada. Tutti i programmi di lavoro sono con i giovani a rischio, che in genere vivono nelle favelas, nell'intento di ampliare le loro opportunità e le prospettive attraverso il circo sociale.
| Informazioni sul Circo sociale in Brasile           |        |
| --------------------------------------------------- | ------ |
| Numero di Organizzazioni                            | 22     |
| Bambini e giovani beneficiari                       | 9.900  |
| Beneficiari indiretti                               | 60.000 |
| Impieghi diretti prodotti dalle Organizzazioni      | 868    |
| Regioni in Brasile dove il Circo sociale è presente | 05     |
| Stati rappresentati                                 | 10     |
| Città rappresentate                                 | 19     |

## Il circo sociale in Italia
Progetti di circo sociale e terapeutico in Italia sono attivi a Roma, Milano, Torino, Napoli e in provincia di Firenze, gestiti principalmente da associazioni no-profit e ONLUS territoriali. 
Questi progetti operano soprattutto in questi contesti:
- Scuole "a rischio" (ove sono intervenuti episodi di bullismo, vandalismo; ad alta percentuale di immigrazione)
- Carcere minorile e per adulti
- Comunità di recupero minorili
- Strada (territorio: quartieri a rischio)
- Centri di aggregazione giovanile
- Disabilità
- Ospedali

Anche in Italia, il circo sociale è particolarmente importante e valorizzato nelle periferie e nei territori ad alto rischio sociale. Nei programmi di Oltre le Periferie di New Life for Children e Fondazione Patrizio Paoletti, il circo sociale è uno strumento psicoeducativo, in relazione alla circomotricità, che riconosce nel movimento un elemento fondamentale per una crescita armoniosa, comprensiva dello sviluppo dell'intelligenza emotiva. Integrando giocoleria, equilibrismo, acrobatica aerea e teatro, il circo sociale allena corpo e mente, rafforzando le competenze cognitive, motorie e relazionali di bambini e adolescenti.